# Tanytarsus palmatus
Tanytarsus palmatus är en tvåvingeart som beskrevs av Freeman 1961. Tanytarsus palmatus ingår i släktet Tanytarsus och familjen fjädermyggor. Inga underarter finns listade i Catalogue of Life.